# A.C.E.V
A.C.E.V - byłe francuskie przedsiębiorstwo zajmujące się produkcją midibusów i autobusów głównie na podwoziach Renault, Iveco, MAN i Mercedes-Benz.

## Historia
Firma została założona w 1993 r przez byłego dyrektora fabryki Compagnie Industrielle de Matériel de Transport (CIMT Lorraine), Jeana Pierre Simona, produkującego nadwozia autokarów Lorraine na podwoziu Iveco. W ofercie firmy znajdowały się autobusy szkolne budowane na podwoziu ciężarowego Iveco Eurocargo (we współpracy z Iveco France) i model Ramscol na podwoziu lokalnego wariantu Scania L113. Przełomem dla firmy stała się współpraca z Grupą FAST (później Fast Concept Car) zawiązana w okolicach 1998 r. Do sprzedaży pod marką FAST trafiły modele Stylus, Scooly i Spacio (jako model Roller). Zdolności produkcyjne zakładów określało na 80 pojazdów rocznie z możliwością jej zwiększenia do 130. Firma posiadała dwa zakłady: w Guerigny o powierzchni 4 500 m²
i w La Charité sur Loire o pow. 2 800 m². W 2001 r prezentowano miejski wariant modelu Stylus - Sybus. Firma uzyskała pożyczkę w wysokości 710 000 euro. Zakład realizował pojazdy na indywidualne zamówienie, tworząc m.in. Biblobus (na bazie modelu Stylus). Uzyskało dofinansowanie w wysokości 1,52 mln euro na "nabycie i renowację budynku przemysłowego w celu opracowania modelu pojazdu transportu publicznego z 30 do 45 miejscami siedzącymi na podwoziu dostarczonym przez producentów i poszukiwania innego zakładu w celu opracowania pojazdu z 40 do 45 miejscami siedzącymi" w 2001 r. Współpraca z Fast Concept Car zakończyła się na przełomie 2002-2003 r. Roczna zdolność produkcyjna w 2003 r uległa redukcji do 40 pojazdów, natomiast produkcja ograniczała się do zakładów w La Charité sur Loire. Firma od 2003 r zmagała się z problemami finansowymi, została postawiona w stan likwidacji w 2005 r, kończąc działalność w 2007 r.

## Gama
- Ramscol (do ok. 1998 r) - autobus oparty na podwoziu Scania L113[12]
- Eurocargo (- 2000/1) - autobus na podwoziu Iveco Eurocargo[13][14]
- Scooly - minibus na podwoziu Renault Mascott
- Spacio - minibus na podwoziu Mercedes-Benz Vario
- Stylus (ok. 1998 - ok. 2003 r) - midibus oparty na podwoziu MAN 469/MAN A53 produkowany w wersji międzymiastowej i turystycznej (dla sieci Fast Concept Car)
- Sybus - miejska odmiana modelu Stylus

| Model           | Eurocargo                                              | Scooly | Spacio | Spacio | Stylus | Stylus | Sybus |
| Podwozie        | Iveco EurocargoCC95.E18                                | Renault Mascott 130.65 | Mercedes-Benz Vario O814 DC 42 | Mercedes-Benz Vario O814 DE 48 | MAN 11.220 HOCL (MAN 469) | MAN 13.220 (MAN A53) | MAN 11.220 HOCL (MAN 469) |
| --------------- | ------------------------------------------------------ | --- | --- | --- | --- | --- | --- |
| Długość         | 9,24 m                                                 | 7,85 m | 7,85 m | 7,85 m | 9,04 m | 10 m | 9,10 m |
| Szerokość       | 2,45 m                                                 | 2,32 m | 2,30 m | 2,30 m | 2,50 m | 2,50 m | 2,35 m |
| Wysokość        | 3 m                                                    | 2,78 m | 2,78 m | 2,78 m | 3,15 m | 3,15 m | 2,90 m |
| Rozstaw osi     | 4,635 m                                                | 4,40 m | 4,25 m | 4,25 m | 4,20 m | 4,70 m | 4,20 m |
| Liczba miejsc   | 35 miejsc siedzących                                   | 30 miejsc siedzących (43 miejsca - dzieci do 12 roku życia) + kierowca | 28 miejsc siedzących + kierowca + przewodnik (40 miejsc - dzieci do 12 roku życia) (wersja międzymiastowa); 20 miejsc siedzących + 22 stojące + kierowca (wersja miejska) | 32 miejsc siedzących + przewodnik (wersja międzymiastowa) | 39 miejsc siedzących + kierowca + przewodnik | 43 miejsca siedzące + kierowca + przewodnik | 19 miejsc siedzących + 40 stojących + kierowca |
| Dostęp          |                                                        | Drzwi przednie uchylne pneumatyczne; Tylne drzwi uchylne na poziomie podłogi pasażera | Drzwi przednie, pneumatyczne, uchylne, 1-skrzydłowe. Drzwi awaryjne centralne, pneumatyczne, wahadłowe 1-skrzydłowe. (wersja międzymiastowa) Pneumatyczne drzwi wejściowe wahadłowe; Tylne drzwi uchylne na poziomie podłogi pasażera (wersja miejska) | Drzwi przednie, pneumatyczne, uchylne, 1-skrzydłowe. Drzwi awaryjne centralne, pneumatyczne, wahadłowe 1-skrzydłowe. | Drzwi przednie, pneumatyczne, wahadłowe 1-skrzydłowe; Drzwi awaryjne centralne, pneumatyczne, wahadłowe 1-skrzydłowe; | Drzwi przednie, pneumatyczne, wahadłowe 1-skrzydłowe; Drzwi awaryjne centralne, pneumatyczne, wahadłowe 1-skrzydłowe; | Przednie drzwi otwierane pneumatycznie; Centralne drzwi awaryjne, pneumatyczne; |
| Silnik          | 6-cylindrowe, rzędowe IVECO 8060.45; 5 861 cm³; 177 KM | 4-cylindrowy, rzędowy SOFIM 8140; 2 800 cm³, | 4-cylindrowy rzędowy Mercedes-Benz 814 DC 42 | 4-cylindrowy rzędowy Mercedes-Benz 814 DE 48 | 6-cylindrowy, rzędowy MAN D 0826 LOH 15; 6 871 cm³ | 6-cylindrowy, rzędowy MAN D 0826 LOH 15; 6 871 cm³ | 6-cylindrowy, rzędowy MAN D 0826 LOH 15; 6 871 cm³ |
| Skrzynia biegów | manualna, 6 biegów                                     | manualna, 5 lub 6 biegów do przodu + wsteczny | manualna, 5 lub 6 biegów do przodu + wsteczny; automatyczna, 4 biegi do przodu + wsteczny | manualna, 5 lub 6 biegów do przodu + wsteczny; | manualna, 6 biegów do przodu + wsteczny; automatyczna 5 biegów do przodu + wsteczny | manualna, 6 biegów do przodu + wsteczny; automatyczna 5 biegów do przodu + wsteczny | manualna, 6 biegów do przodu + wsteczny; automatyczna 5 biegów do przodu + wsteczny |
| Wyposażenie     |                                                        | Lakier biały RAL 9010; Rurowa konstrukcja ze stali nierdzewnej przykręcona do podwozia; Panele boczne aluminiowe; Elementy panelu przedniego i zderzaki z poliestru; Tył poliestrowy; Przejście poliestrowe; Poszycie dachu poliestrowe; Przyciemniana, gięta, klejona przednia szyba; Przyciemniane szyby boczne, klejone do konstrukcji; 4 uchylne okna boczne; Przyciemniona i klejona tylna szyba; Okno dachowe; Reflektory przednie z kierunkowskazami; Jednoczęściowe lampy tylne; Izolacja termiczna dachu i boków; Podłoga pasażera płaska ze sklejki z wykładziną; Panele pod okna z szarej melaminy; Oświetlenie przedziału pasażerskiego za pomocą 3 świetlówek; Ogrzewanie przedziału pasażerskiego za pomocą nagrzewnicy powietrza; Ogrzewanie i odszranianie stanowiska kierowcy.; Tachograf; Przełącznik akumulatora; Lusterko do monitoringu wnętrza.; Przednia roleta przeciwsłoneczna kierowcy.; Przygotowanie do radia; Akcesorium "górnicze"; Regulowany fotel kierowcy; Tapicerka z elementami ze sztucznej skóry. 30 miejsc | Lakier biały RAL 9010; Konstrukcja rurowa ze stali nierdzewnej przykręcona do ramy; Szyba przednia laminowana, barwiona na brąz T.F.A., gięta i klejona.; Wycieraczki kątowe ze zintegrowanym spryskiwaczem, funkcją pracy przerywanej i dwoma prędkościami; Dwa podgrzewane lusterka zewnętrzne; Panel przedni i przedni zderzak z poliestru.; Dwa światła przednie H4 i dwa kierunkowskazy; Przyciemniane szyby (parsol z brązu) klejone do konstrukcji; Przyciemniane szyby boczne z naświetlami uchylnymi (1 szyba z dwóch); Przeszklenie drzwi przednich i tylnych; Okno boczne z drzwiami przesuwnymi na drzwiach kierowcy; Tylna szyba klejona; Tylny panel poliestrowy ze zintegrowanym tylnym zderzakiem; Oświetlenie tablicy rejestracyjnej na klapie; Poziome tylne światła zespolone; Deska rozdzielcza poliestrowa pokryta imitacją szarości; Urządzenie grzewcze 12000 Kcal. pod deską rozdzielczą; Grupowanie wszystkich elementów sterujących i urządzeń sterujących.; Predyspozycje do radia samochodowego; Tachograf (zasilanie podwozia); Ręczna przednia roleta przeciwsłoneczna; Lustro monitorujące; Apteczka i gaśnica zgodne z obowiązującymi normami; Regulowany fotel kierowcy (wersja międzymiastowa) Lakier biały RAL 9010; Konstrukcja rurowa ze stali nierdzewnej przykręcona do podwozia; Aluminiowe panele boczne; Elementy panelu przedniego i zderzaki wykonane z poliestru; Podkład poliestrowy; Krawędzie dachu poliestrowe; Przyciemniana, zakrzywiona, klejona przednia szyba; Przyciemniane szyby boczne, klejone do konstrukcji; 4 okna boczne wyposażone są w naświetla uchylne; Przyciemniona i klejona tylna szyba; Okno dachowe; Reflektory przednie z kierunkowskazem; Jednoczęściowe światła tylne; Izolacja termiczna dachu i boków; Podłoga pasażera płaska ze sklejki z dywanikiem; Panele pod oknami z szarej melaminy; Oświetlenie przedziału pasażerskiego za pomocą 3 świetlówek; Ogrzewanie przedziału pasażerskiego za pomocą nagrzewnicy powietrza; Ogrzewanie i odszranianie stanowiska kierowcy; tachograf; Przełącznik akumulatora; Lustro do nadzoru wewnętrznego; Przednia roleta przeciwsłoneczna kierowcy; Przygotowanie do radia; Akcesoria ”Mines"; Regulowany fotel kierowcy (wersja miejska) | Lakier biały RAL 9010; Konstrukcja rurowa ze stali nierdzewnej przykręcona do ramy; Szyba przednia laminowana, barwiona na brąz T.F.A., gięta i klejona.; Wycieraczki kątowe ze zintegrowanym spryskiwaczem, funkcją pracy przerywanej i dwoma prędkościami; Dwa podgrzewane lusterka zewnętrzne; Panel przedni i przedni zderzak z poliestru.; Dwa światła przednie H4 i dwa kierunkowskazy; Przyciemniane szyby (parsol z brązu) klejone do konstrukcji; Przyciemniane szyby boczne z naświetlami uchylnymi (1 szyba z dwóch); Przeszklenie drzwi przednich i tylnych; Okno boczne z drzwiami przesuwnymi na drzwiach kierowcy; Tylna szyba klejona; Tylny panel poliestrowy ze zintegrowanym tylnym zderzakiem; Oświetlenie tablicy rejestracyjnej na klapie; Poziome tylne światła zespolone; Deska rozdzielcza poliestrowa pokryta imitacją szarości; Urządzenie grzewcze 12000 Kcal. pod deską rozdzielczą; Grupowanie wszystkich elementów sterujących i urządzeń sterujących.; Predyspozycje do radia samochodowego; Tachograf (zasilanie podwozia); Ręczna przednia roleta przeciwsłoneczna; Lustro monitorujące; Apteczka i gaśnica zgodne z obowiązującymi normami; Regulowany fotel kierowcy | Konstrukcja rurowa ze stali nierdzewnej typu 304 przykręcona do podwozia; Lakier biały RAL 9010; Laminowana przednia szyba barwiona na brąz T.F.A., gięta i klejona; Wycieraczki kątowe z wbudowanym spryskiwaczem, funkcją wycierania przerywanego i dwoma prędkościami; Dwa podgrzewane lusterka zewnętrzne; Panel przedni i przedni zderzak wykonane z poliestru; Dwa światła przednie H4 i dwa kierunkowskazy; Szkło przyciemniane (parsol z brązu) klejone do konstrukcji; Przyciemniane szyby boczne z naświetlami uchylnymi (1 szyba z dwóch); Przeszklenie drzwi przednich i tylnych; Okno boczne z drzwiami przesuwnymi w drzwiach kierowcy; Szyba tylna klejona; Tylny panel poliestrowy ze zintegrowanym tylnym zderzakiem; Oświetlenie tablicy rejestracyjnej na klapie; Poziome tylne światła zespolone; Deska rozdzielcza poliestrowa pokryta imitacją szarości; Urządzenie grzewcze 12000 Kcal. pod deską rozdzielczą; Grupowanie wszystkich elementów sterujących i urządzeń sterujących; Predyspozycje do radia samochodowego; Tachograf (dostawa podwozia); Ręczna przednia roleta przeciwsłoneczna; Lusterko wsteczne dozorowe; Apteczka pierwszej pomocy i gaśnica zgodnie z obowiązującymi normami; Regulowany fotel kierowcy. | Konstrukcja rurowa ze stali nierdzewnej typu 304 przykręcona do podwozia; Lakier biały RAL 9010; Laminowana przednia szyba barwiona na brąz T.F.A., gięta i klejona; Wycieraczki kątowe z wbudowanym spryskiwaczem, funkcją wycierania przerywanego i dwoma prędkościami; Dwa podgrzewane lusterka zewnętrzne; Panel przedni i przedni zderzak wykonane z poliestru; Dwa światła przednie H4 i dwa kierunkowskazy; Szkło przyciemniane (parsol z brązu) klejone do konstrukcji; Przyciemniane szyby boczne z naświetlami uchylnymi (1 szyba z dwóch); Przeszklenie drzwi przednich i tylnych; Okno boczne z drzwiami przesuwnymi w drzwiach kierowcy; Szyba tylna klejona; Tylny panel poliestrowy ze zintegrowanym tylnym zderzakiem; Oświetlenie tablicy rejestracyjnej na klapie; Poziome tylne światła zespolone; Deska rozdzielcza poliestrowa pokryta imitacją szarości; Urządzenie grzewcze 12000 Kcal. pod deską rozdzielczą; Grupowanie wszystkich elementów sterujących i urządzeń sterujących; Predyspozycje do radia samochodowego; Tachograf (dostawa podwozia); Ręczna przednia roleta przeciwsłoneczna; Lusterko wsteczne dozorowe; Apteczka pierwszej pomocy i gaśnica zgodnie z obowiązującymi normami; Regulowany fotel kierowcy. | Lakier biały RAL 9010; Rurowa konstrukcja stalowa przykręcona do podwozia; Przód poliestrowy; Przedni zderzak i przedni grill z poliestru; Zdejmowane podgrzewane lusterka; Tylna ściana i tylny 3-częściowy zderzak z poliestru; Aluminiowa tylna klapa dostępu do silnika; Szyba przednia laminowana, barwiona na brąz T.F.A., gięta i klejona; Wycieraczki kątowe z wbudowanym spryskiwaczem, funkcją wycierania przerywanego i dwoma prędkościami; Przyciemniane przeszklenia boczne z naświetlami uchylnymi 1 z 2 pól; Przeszklenie drzwi wejściowych i środkowych; Okno boczne z drzwiami przesuwnymi dla kierowcy; Przyklejona tylna szyba; Oświetlenie tablicy rejestracyjnej na klapie; Poziome tylne światła zespolone; Okno dachowe; Deska rozdzielcza poliestrowa pokryta imitacją szarości; Urządzenie grzewcze o mocy 12000 Kcal. pod deską rozdzielczą; Grupowanie wszystkich elementów sterujących i urządzeń sterujących; Predyspozycje do radia samochodowego; Tachograf (dostawa podwozia); Ręczna przednia roleta przeciwsłoneczna; Lusterko wsteczne dozorowe; Apteczka i gaśnica zgodne z obowiązującymi normami; Regulowany pneumatyczny fotel kierowcy; Uchwyt na monety z jedną szufladą; Listwy progowe i uchwyty montażowe schodów przednich i tylnych, farba epoksydowa; Podłoga pasażera ze sklejki |